# Parafia św. Maksymiliana Kolbego w Krakowie (Opatkowice)
Parafia Świętego Maksymiliana Kolbego w Krakowie (Opatkowice) – rzymskokatolicka parafia należąca do dekanatu Kraków-Borek Fałęcki archidiecezji krakowskiej. 

## Historia parafii
Parafia została erygowana 10 stycznia 1992 r. Kaplicę w Opatkowicach rozbudowano w 1997 r. i podniesiono do rangi kościoła parafialnego.

## Proboszczowie
- ks. Jan Skotnicki (1992–1996)
- ks. Józef Stopka (1996–2008)
- ks. Mirosław Dziedzic (2008–2011)
- ks. Henryk Bąk (2011–2020)
- ks. Adam Garlacz (od 2020)